# Kukurovići
Kukurovići (cyr. Кукуровићи) – wieś w Serbii, w okręgu zlatiborskim, w gminie Priboj. W 2011 roku liczyła 57 mieszkańców.